# حزب پرولتاریای ژاپن
حزب پرولتاریای ژاپن، نیهون موسانتو (به ژاپنی: 日本無産党, Nihon Musantō Party)، یک حزب سیاسی چپ کوتاه مدت در اوایل دوره شووا در ژاپن بود. این حزب توسط سوزوکی موسابورو و کاتو کانجو در مارس ۱۹۳۷ به عنوان یک جناح سیاسی جنبش اتحادیه کارگری تأسیس شد. کاتو، رئیس آن، در انتخابات عمومی ۱۹۳۷ موفق به کسب یک کرسی شد، اما این حزب نتوانست حمایت گسترده مردمی را در برابر افزایش نیروهای نظامی‌گری و افزایش تورم در اقتصاد ژاپن ایجاد کند. در دسامبر ۱۹۳۷، اعضای آن در حادثه جبهه مردمی دستگیر شدند، و حزب منحل شد.